# Philip Dowson

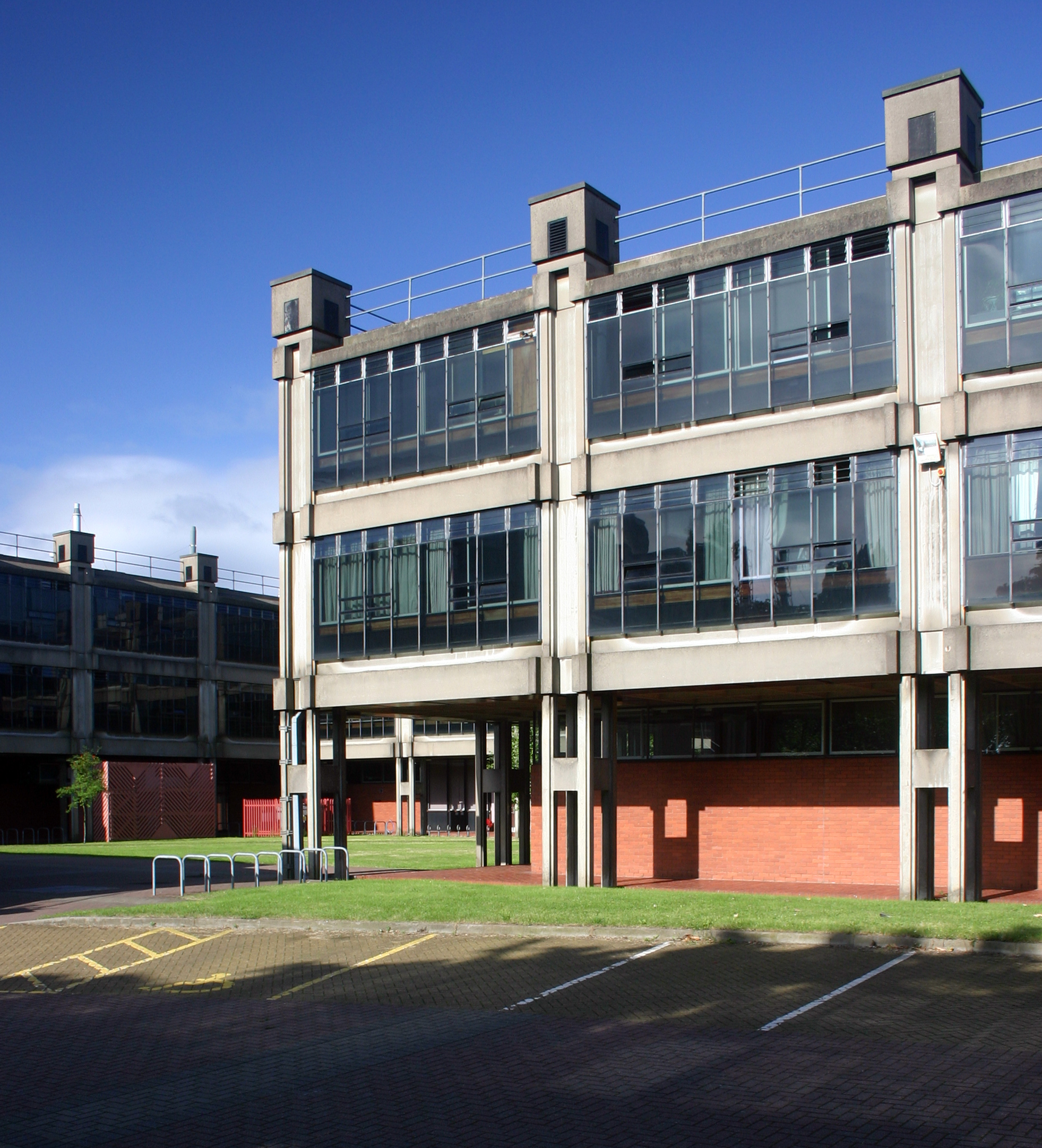
El edificio The Metallurgy and Materials en la Universidad de Birmingham, diseñado por Philip Dowson de Arup.

Sir Philip Henry Manning Dowson (Johannesburgo, 16 de agosto de 1924 – 22 de agosto de 2014) fue un arquitecto británico. Desde 1993 hasta 1999 ejerció de Presidente del Royal Academy of Arts.

## Biografía
Philip Dowson nació en Sudáfrica. Realizó sus estudios en Gresham's School, Holt (Norfolk) desde 1938 hasta 1942 y en la University College (donde más tarde diseñó cuatro bloques de alojamiento para estudiantes para Stavertonia en North Oxford) para Matemáticas. Después de un año en la  Oxford, se unió a la Royal Navy y permaneció en el servicio hasta 1947.
Después de abanador la marina, Dowson prosiguió sus estudios a Clare College, Cambridge para estudiar Arte de 1947 a 1950 y en la Architectural Association School, Londres. A partir de 1953, Dowson trabajó con el ingeniero Ove Arup, convirtiéndose en socio fundador de Arup Associates en 1963 y ascendiendo a la categoría senior de la empresa, socio y arquitecto jefe en 1969.
Dowson ha contribuido en una gran cantidad de proyectos importantes, incluidos nuevos edificios para las universidades de  Oxford y Cambridge.

## Honores
- 1969 Comandante del Orden del Imperio Británico[5]
- 1980 Título de caballero
- 1981 Académico de la Royal Academy of Arts[1]
- 1981 Royal Gold Medal of the Royal Institute of British Architects[1]
- 1993 Presidente del Royal Academy of Arts[1]

Dowson también ejerció de administrador del National Portrait Gallery.